# Grigori Nikolajewitsch Mursin
Grigori Nikolajewitsch Mursin (russisch Григорий Николаевич Мурзин, engl. Transkription Grigoriy Murzin; * 23. Januar 1970) ist ein russischer Ultramarathonläufer.
Er ist auf der K78-Strecke des Swiss Alpine Marathons sowohl Rekordsieger (2000, 2002, 2003 und 2005) wie auch Streckenrekordhalter. Seine Bestzeit über 100 km (6:23:08 h) stellte er 2004 bei den 100 km von Bezana in Santa Cruz de Bezana (Kantabrien) auf. Diesen Lauf gewann er bislang achtmal.